# New York County Courthouse
L'édifice de la Cour Suprême de l'État de New York (en anglais : New York State Supreme Court Building ; à l'origine connu comme le « palais de justice du Comté de New York ») est situé au 60 Center Street à Foley Square, dans le Civic Centre de l'arrondissement de Manhattan à New York. Il abrite les chambres civiles et d'Appel de la Cour Suprême du Comté de New York pour la Première circonscription Judiciaire, qui est coextensive à Manhattan, ainsi que les bureaux du Greffier du Comté de New York.

## Description
Le bâtiment hexagonal à façade de granit a été conçu par Guy Lowell de Boston dans le style romain classique et a été construit entre 1913 et 1927, l'achèvement ayant été retardé par la Première Guerre mondiale. Il a remplacé l'ancien palais de justice du comté de New York sur Chambers Street, populairement connu sous le nom de Tweed Courthouse. L'intérieur et l'extérieur sont tous deux des monuments de New York : l'extérieur a été désigné le 1er février 1966  et l'intérieur le 24 mars 1981.

## Histoire
La sélection de l'architecte a été faite par concours, qui a été remporté par l'architecte de Boston Guy Lowell en 1913 . Lowell avait initialement proposé un bâtiment circulaire, qui devait être construit à un prix extrêmement élevé de 20 à 30 millions de dollars. La construction a été retardée par la Première Guerre mondiale et la conception a été refaite comme un bâtiment hexagonal plus petit et moins cher — un Temple de la Justice. Le bâtiment a été conçu dans le style classique romain. Les travaux ont commencé en 1919. La cérémonie d'inauguration du palais de justice a eu lieu en février 1927, deux semaines après la mort de Lowell. Le juge en chef de la Cour d'appel de New York, Benjamin Cardozo, et les juges associés de la Cour d'appel, Frederick E. Crane et Irving Lehman, étaient présents lors de l'événement.

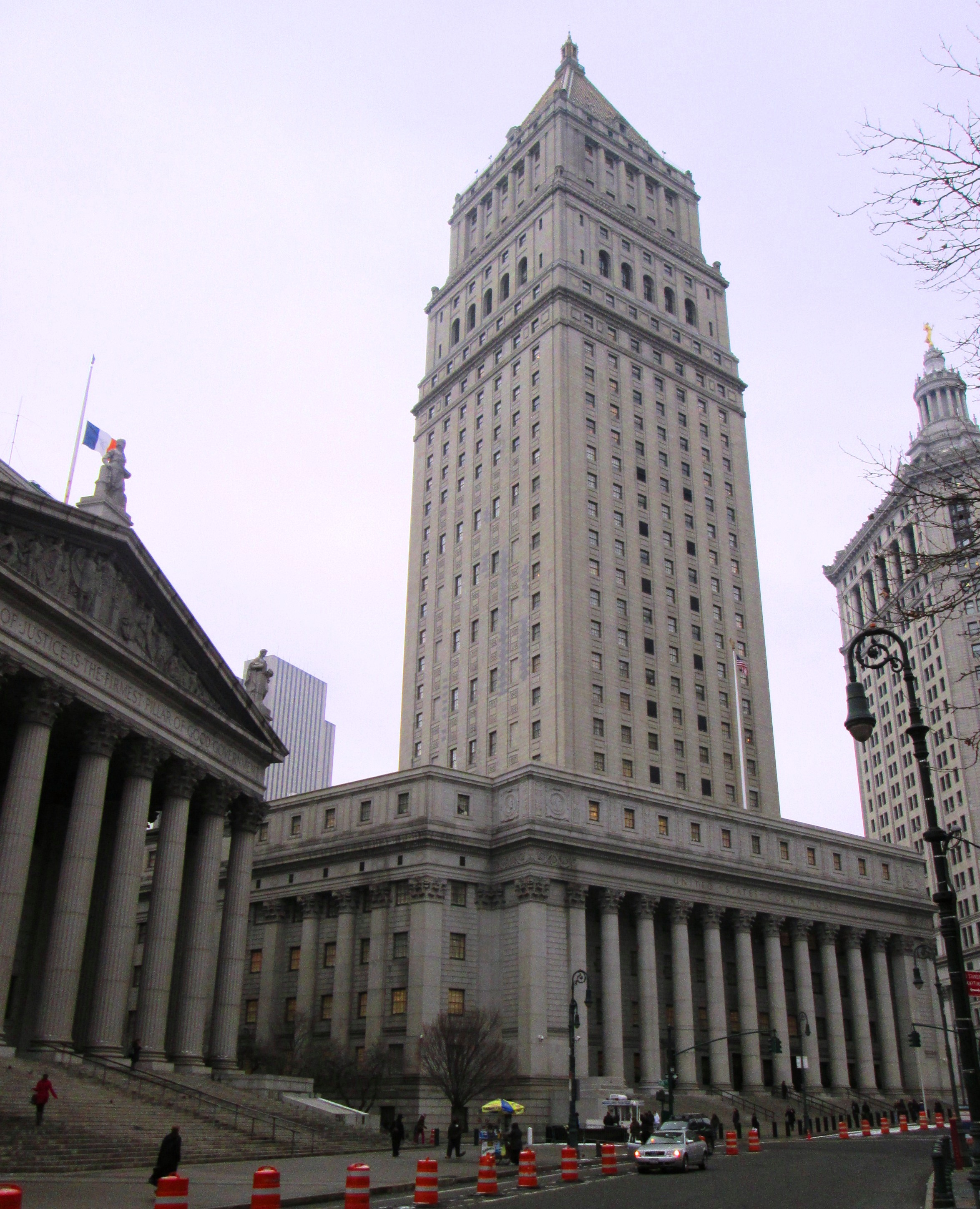
Le long de Foley Square, le palais de justice des États-Unis de Thurgood Marshall (à droite) se trouve à côté du bâtiment de la Cour suprême de l'État de New York (à gauche). À l'extrême droite, on peut voir une partie du Manhattan Municipal Building.

Le bâtiment est en quelque sorte un frère plus âgé du palais de justice de Foley Square à colonnes corinthiennes de 1936 de Cass Gilbert (rebaptisé Thurgood Marshall United States Courthouse en 2001) juste au sud, qui fait également face à Foley Square depuis l'est. Les deux bâtiments font face à Federal Plaza de l'autre côté de la place, qui comprend l'édifice fédéral Jacob K. Javits plus moderne et l'édifice James L. Watson Court of International Trade, qui abrite le tribunal américain du commerce international. D'autres palais de justice sont à proximité, notamment ceux du tribunal pénal de New York, du tribunal civil de New York et la Surrogate's Courthouse.

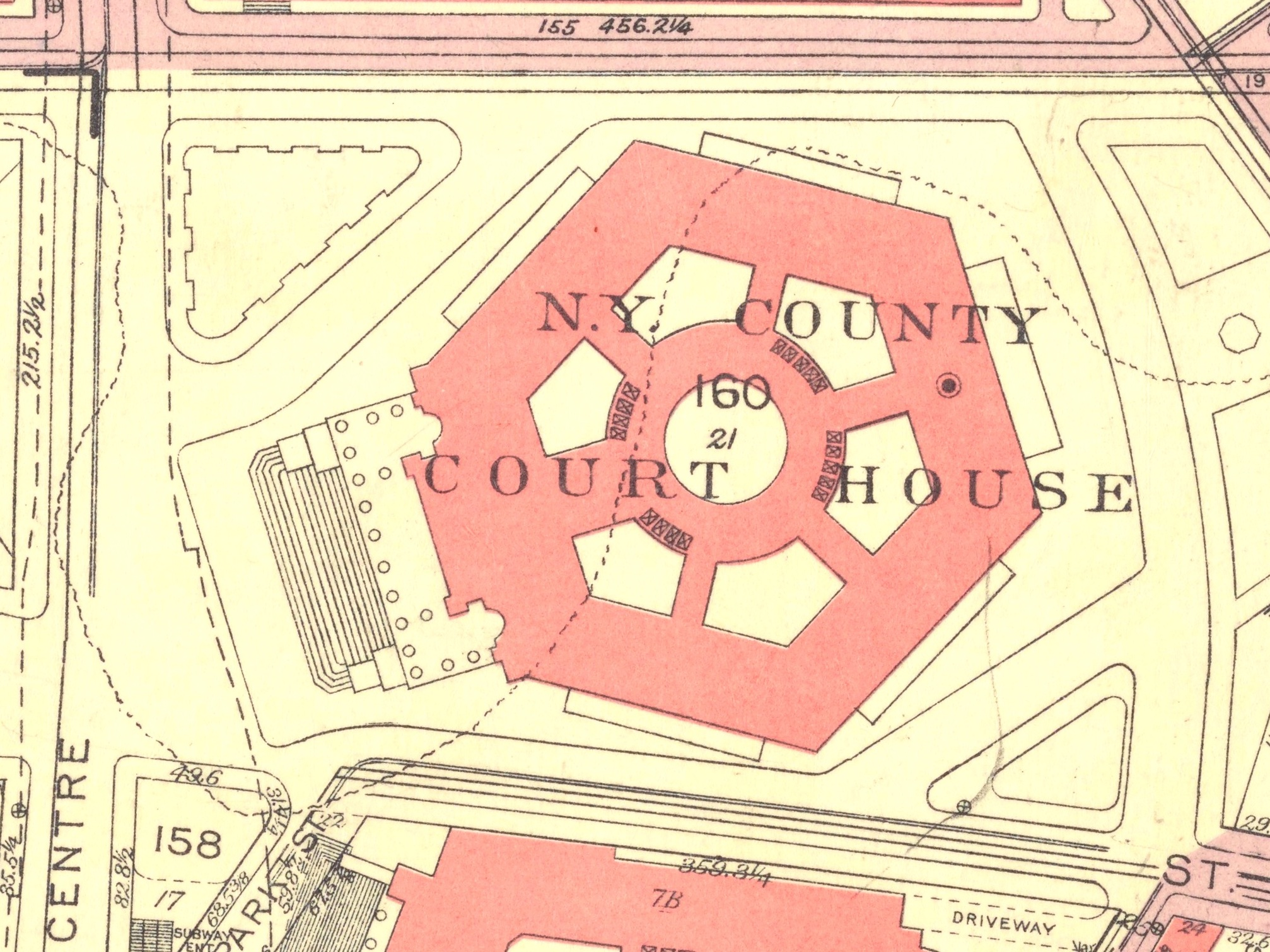
1955-1956

## Dans la culture populaire
De nombreux films et séries télévisées ont été tournés au palais de justice du comté de New York. On peut notamment citer : 
- Miracle sur la 34è Rue (1947): la scène du procès du Père Noël ( Edmund Gwenn) a été tournée ici; le remake de 1994 a filmé l'extérieur du palais de justice[3]
- 12 hommes en colère (1957)
- Le Parrain (1972)
- Cinglée (1987)
- L'Affaire Chelsea Deardon (1986)
- Wall Street (1987)
- Les Affranchis (1990)
- Les Tortues Ninja (1990)
- A propos d'Henry (1990)
- Petrocelli, série télévisée, pendant le générique d'ouverture
- New York, police judiciaire
- Kojak
- Cagney & Lacey
- Damages
- Sang bleu
- Bull, série télévisée, scène finale dans la saison 2 épisode 22
- Suits, avocats sur mesure, séries télévisées
- Joker : Folie à deux (2024)

## Voir également
- Liste des monuments de New York
- Palais de justice de la division d'appel de l'État de New York